# Resolutie 310 Veiligheidsraad Verenigde Naties
Resolutie 310 van de Veiligheidsraad van de Verenigde Naties was de tweede van vier resoluties die door de VN-Veiligheidsraad werden aangenomen op 4 februari 1972. De goedkeuring gebeurde met dertien stemmen voor en twee onthoudingen van Frankrijk en het Verenigd Koninkrijk. De Veiligheidsraad veroordeelde Zuid-Afrika opnieuw omdat het Zuidwest-Afrika bezette en vroeg om er de mensenrechten te respecteren.

## Achtergrond
Zuid-Afrika had na de Eerste Wereldoorlog een mandaat gekregen om Zuidwest-Afrika, het huidige Namibië, te besturen. Daar kwam tegen de jaren zestig verzet tegen. Zeker nadat Zuid-Afrika een politiek van apartheid begon te voeren, kwam er ook internationaal verzet, en in 1968 beëindigde de Verenigde Naties het mandaat. Zuid-Afrika weigerde Namibië te verlaten en hun verdere aanwezigheid werd door de VN illegaal verklaard.

## Inhoud
De Veiligheidsraad:
- Neemt akte van de verklaring van de President van Mauritanië als voorzitter van de Organisatie van Afrikaanse Eenheid.
- Neemt akte van de verklaring van de voorzitter van de VN-Raad voor Namibië.
- Is erg bezorgd over de huidige situatie in Namibië, de repressieve maatregelen van Zuid-Afrika na de staking van Afrikaanse arbeiders en het toenemende verzet tegen de illegale bezetting.
- Vindt dat hij zelf dringend manieren moet vinden om de bevolking (van Namibië) aan zelfbeschikking en onafhankelijkheid te helpen.
- Kent de noodzaak van volledige medewerking van alle lidstaten, vooral de permanente leden van de Veiligheidsraad en de belangrijkste handelspartners van Zuid-Afrika.
- Herinnert aan zijn vorige resoluties en die van de Algemene Vergadering.
- Kent de speciale verantwoordelijkheden van de VN voor het volk en territorium van Namibië.
- Denkt aan zijn taak om te zorgen dat de lidstaten zich strikt aan hun VN-verplichtingen houden.
- Herbevestigt het recht van het Namibische volk op zelfbeschikking en onafhankelijkheid in overeenstemming met resolutie 1514 (XV) van de Algemene Vergadering.
- Herbevestigt ook de nationale eenheid en territoriale integriteit van Namibië.

1. Veroordeelt Zuid-Afrika sterk voor de weigering om aan de VN-resoluties te voldoen.
2. Herbevestigt dat de blijvende bezetting illegaal is en strijdig met het belang van het Namibische volk.
3. Verklaart dat de Zuid-Afrikaanse moedwilligheid de autoriteit van de VN ondermijnt.
4. Veroordeelt de repressieve maatregelen tegen Afrikaanse arbeiders en roept Zuid-Afrika op deze onmiddellijk te beëindigen alsook elk arbeiderssysteem dat in strijd is met de Universele Verklaring van de Rechten van de Mens. (UVRM)
5. Roept landen waarvan de burgers en bedrijven ondanks resolutie 283 in Namibië werken op om te zorgen dat deze zich aan de UVRM houden.
6. Komt tot de overweging dat de blijvende bezetting van Namibië door Zuid-Afrika slecht is voor de vrede en veiligheid in de regio.
7. Roept Zuid-Afrika op zich onmiddellijk terug te trekken.
8. Beslist verdere maatregelen te overwegen als Zuid-Afrika zich niet aan deze resolutie houdt.
9. Vraagt secretaris-generaal Kurt Waldheim om tegen 31 juli over de uitvoering van deze resolutie te rapporteren.

## Verwante resoluties
- Resolutie 301 Veiligheidsraad Verenigde Naties
- Resolutie 309 Veiligheidsraad Verenigde Naties
- Resolutie 311 Veiligheidsraad Verenigde Naties
- Resolutie 319 Veiligheidsraad Verenigde Naties

Lijst ·  308 ·  309 ·  310 ·  311 ·  312 ·  313 ·  314 ·  315 ·  316 ·  317 ·  318 ·  319 ·  320 ·  321 ·  322 ·  323 ·  324